# Bruchsal
Bruchsal je grad u njemačkoj pokrajini Baden-Württemberg. Nalazi se oko 20 km sjeverno od Karlsruhea u istoimenom okrugu.

## Stanovništvo
Bruchsal ima 43.231 stanovnika.
| Bruchsal: kretanje broja stanovnika između 1465. i 2007. |       |        |        |        |        |        |
| 1465.                                                    | 1825. | 1890.  | 1925.  | 1961.  | 1995.  | 2007.  |
| 2.500                                                    | 6.833 | 11.909 | 16.469 | 22.578 | 40.413 | 43.231 |

Bruchsal ima pet gradskih četvrti: Büchenau, Heidelsheim, Helmsheim, Obergrombach i Untergrombach.

## Gradovi partneri
|  | Sainte Menehould, Francuska       |
|  | Gornja Radgona, Slovenija         |
|  | Cwmbran, Wales                    |
|  | Sainte Marie-aux-Mines, Francuska |

## Vanjske poveznice
- Službena stranica  Arhivirana inačica izvorne stranice od 9. kolovoza 2007. (Wayback Machine) (njem.)

### Ostali projekti
|  | Zajednički poslužitelj ima još gradiva o temi Bruchsal |